# Toranomon
Toranomon (虎ノ門) est un quartier d'affaires appartenant à l'arrondissement spécial de Minato, à Tokyo, au Japon.

## Description
Le  quartier est situé dans la partie nord de l'arrondissement de Minato, à l'extrémité nord de la région de Shiba. 
Toranomon porte le nom de la porte du château qui était située dans les douves extérieures du château d’Edo (près de l'intersection actuelle de Toranomon). Le pont de terre devant la porte du château servait également de barrage pour arrêter l'écoulement de l'eau dans les douves extérieures, formant un réservoir de Toranomon à Akasaka-mitsuke.
Même après le démantèlement de la porte du château en 1874, le nom a continué à être utilisé officieusement pour désigner la zone environnante et est devenu le nom d'une intersection et d'une station sur la ligne de métro Toden/Ginza. Ce n'est qu'en 1949 que le nom de Toranomon est officiellement adopté. En 1977, l'actuel Toranomon a été formé en ajoutant les districts de Shiba Nishikubo et Shiba Kamiya.
Il est situé dans la partie nord de la région de Shiba (ancien Shiba Ward) dans la partie nord de Minato Ward.